# حزقيال خوسيه مارتين ديلغادو
حزقيال خوسيه مارتين ديلغادو (بالإسبانية: Juan José Martín Delgado)‏ هو لاعب كرة قدم ومدرب كرة قدم إسباني، ولد في 13 ديسمبر 1949 في طليطلة في إسبانيا. لعب مع CD Colonia Ofigevi ‏.